# Sejfulla Magomedov
Sejfulla Seferovič Magomedov (in russo Сейфулла Сеферович Магомедов?; Machačkala, 15 maggio 1983) è un taekwondoka russo.

## Palmarès

### Mondiali di taekwondo
- Bronzo a Campionati mondiali di taekwondo 2001
- Bronzo a Campionati mondiali di taekwondo 2005
- Bronzo a Campionati mondiali di taekwondo 2011

### Europei di taekwondo
- Bronzo a Campionati europei di taekwondo 2002
- Argento a Campionati europei di taekwondo 2004
- Bronzo a Campionati europei di taekwondo 2005
- Oro a Campionati europei di taekwondo 2006
- Oro a Campionati europei di taekwondo 2008
- Oro a Campionati europei di taekwondo 2010
- Oro a Campionati europei di taekwondo 2012